# Честаљево (Калиновик)
Честаљево је насељено мјесто у општини Калиновик, Република Српска, БиХ. Према прелиминарним резултатима пописа становништва из 2013. године, у селу Честаљево није било становника.

## Географија
Честаљево је подијељено ентитетском линијом, тако да је 2,8 km² припало Општини Калиновик у Републици Српској, док је 0,6 km² припало Граду Коњицу у Херцеговачко-неретванском кантону, Федерација Босне и Херцеговине.
Честаљево се налази у кањону Врховинске ријеке, притоке Неретве.

## Становништво
| Демографија | Демографија | Демографија |
| Година      | Становника  | Становника  |
| ----------- | ----------- | ----------- |
| 1961.       | 55          |             |
| 1971.       | 46          |             |
| 1981.       | 16          |             |
| 1991.       | 8           |             |
| 2013.       | 0           |             |